# Husby, Tierps kommun
Denna artikel handlar om Husby i Vendels socken, Tierps kommun. För Husby i Tierps socken, se Husbyborg
Husby är en småort i södra delen av Vendels socken i Tierps kommun, norra Uppland.
I Husby möts länsvägarna C 714 och C 712.
I Husby återfinns Ottarshögen.

## Historia
Husby omtalas första gången i skriftliga handlingar 1312, då markgäldsförteckningen upptar 9 landbor i byn. Husby omtalas 1400 i samband med drottning margaretat förlänring av Vendels härad till Henrik Brandis. 1541-69 omfattar byn 6 mantal krono.

## Samhället
Orten var förr, och är i viss mån fortfarande, en knutpunkt för handel och samfärdsel i mellersta Vendelbygden. Numera finns ingen affär kvar. Däremot finns en bensinstation (Q-Star).